# Pediomyidae
De Pediomyidae is een familie van uitgestorven buideldierachtigen die in het Laat-Krijt in Noord-Amerika leefden. 
De eerste soorten zijn bekend uit de Milk River-formatie in Alberta uit het Vroeg-Campanien (83,5 miljoen jaar geleden). De Pediomyidae had een grote diversiteit in het Maastrichtien en was met vijf soorten de algemeenste groep metatheriën in de Hell Creek-formatie. Pediomys was wijdverspreid over Noord-Amerika. Protolambda was een grote vorm met een gebit dat overeenkomsten vertoont met dat van de stagodonten. Kleinere pediomyiden waren insectivoren.
De Pediomyidae vormen samen de Aquiladelphidae en enkele afzonderlijke taxa de Pediomyoidea. De inzichten over de onderlinge verwantschap van de verschillende groepen buideldierachtigen wisselen sterk. De Pediomyidae worden wel beschouwd als verwant aan de Peradectidae uit het Kenozoïcum. Deze groep wordt verondersteld de zustergroep te zijn van de opossums en omvat met Peradectes uit het Paleoceen het eerste zekere buideldier. In een andere fylogenetische analyse kwamen de Stagodontidae naar voren als de nauwste verwanten van de Pediomyoidea in een clade die Archimetatheria wordt genoemd.